# Estació de Cardedeu
Cardedeu és una estació de ferrocarril propietat d'adif situada al sud del centre històric de la població de Cardedeu, a la comarca del Vallès Oriental. L'estació es troba a la línia Barcelona-Girona-Portbou i hi tenen parada trens de Rodalies de Catalunya de la línia R2 Nord dels serveis de rodalia de Barcelona, operats per Renfe Operadora.
Aquesta estació de la línia de Girona va entrar en servei l'any 1860 quan va entrar en servei el tram construït per la Camins de Ferro de Barcelona a Granollers (posteriorment esdevindria Camins de Ferro de Barcelona a Girona) entre Granollers Centre i Maçanet-Massanes, com a prolongació del ferrocarril de Barcelona a Granollers.

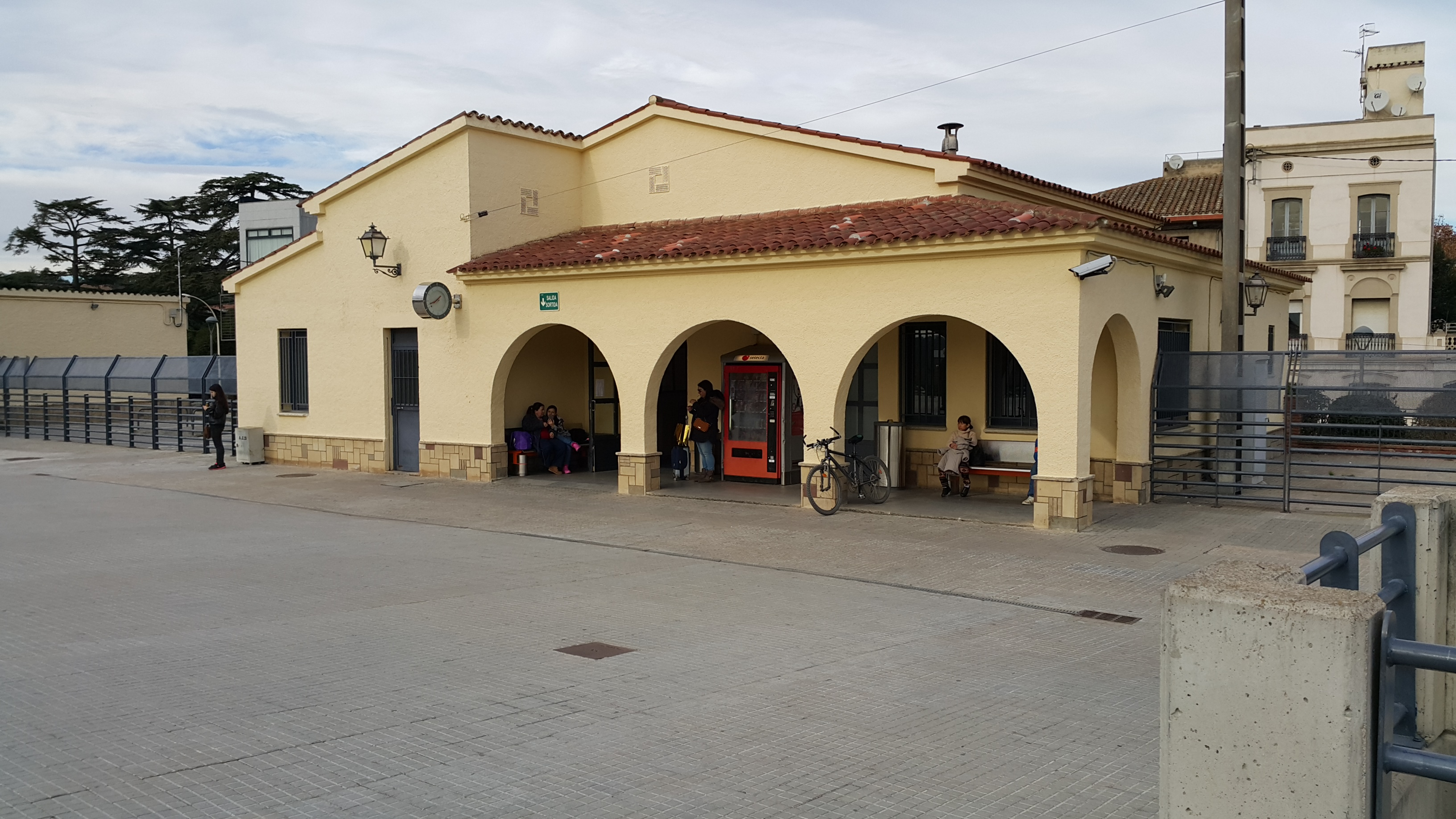
L'edifici de passatgers i accés a les andanes

Està adaptada a persones amb mobilitat reduïda, ja que disposa de pas soterrani amb rampes, a més té connexió amb el BUC (Bus Urbà de Cardedeu).
L'actual edifici data de 1972 quan es va enderrocar la vella estació que estava situada uns 150 metres mes avall en direcció Granollers.
L'estació actualment disposa de les dues vies generals (vies 1 i 2) i una via desviada a la dreta (via 3). Hi ha dues andanes laterals a les vies generals i una de les quals dona servei també a la via 3. Les andanes es troben comunicades a través d'un pas inferior dotat de rampes i escales fixes. L'edifici de viatgers se situa a l'esquerra de les vies, mirant sentit Portbou, i és d'una sola planta. El seu interior acull el vestíbul amb sala d'espera, taquilla i màquines de venda automàtica de bitllets i portes de control d'accés a les andanes. Completen les instal·lacions de l'estació una zona d'aparcament a la dreta de les vies.«02.Línia Barcelona-Granollers-Girona-Figueres-Portbou». La web dels trens da Catalunya.   Bernat Borràs, 19-10-2004. [Consulta: 5 octubre 2019].
L'any 2019 va registrar l'entrada de 942.000 passatgers.

## Serveis ferroviaris
| Rodalia de Barcelona   |                                |       |                    |                              |
| Procedència/Destinació | <                              | Línia | >                  | Procedència/Destinació       |
| Aeroport Sants         | Les Franqueses-Granollers Nord |       | Llinars del Vallès | Sant Celoni Maçanet-Massanes |